# Pisică orientală
Pisica orientală este o rasă de pisică domestică. Este caracterizată prin urechi foarte mari, coadă lungă și subțire. Se adaptează ușor schimbărilor. Deși pare fizic slabă, are o musculatură puternică. Este iubitoare și are poftă de joacă aproape întotdeauna.